# Barringtonia revoluta
Barringtonia revoluta är en tvåhjärtbladig växtart som beskrevs av Elmer Drew Merrill. Barringtonia revoluta ingår i släktet Barringtonia och familjen Lecythidaceae. Inga underarter finns listade i Catalogue of Life.